# Cacopsylla alaterni
Cacopsylla alaterni är en insektsart som först beskrevs av W. Foerster 1848.  Cacopsylla alaterni ingår i släktet Cacopsylla och familjen rundbladloppor. Inga underarter finns listade i Catalogue of Life.